# Herschell Gordon Lewis
Herschell Gordon Lewis (ur. 15 czerwca 1926 w Pittsburghu, zm. 26 września 2016 w Pompano Beach) – amerykański reżyser i producent filmowy. Był twórcą gore, podgatunku horroru. Często nazywa się go „Ojcem Chrzestnym Gore”. Oprócz filmów z tego podgatunku stworzył on także zupełnie inne obrazy, np. dwa filmy dla dzieci.

## Życiorys
Herschell Gordon Lewis urodził się 15 czerwca 1926 roku. Jego pierwszym obrazem był The Prime time z 1960. W 1963 miała miejsce premiera kilku nakręconych przez niego filmów, z których dwa zostawiły pewien ślad w historii kinematografii. Goldilocks and the Three Bares był pierwszym musicalem nudystycznym (i do dziś jedynym), natomiast Święto krwi pierwszym filmem gore w historii.
Po premierze The Gore Gore Girls Herschell Gordon Lewis zrobił sobie dłuższą przerwę w tworzeniu filmów. Jego kolejny obraz (sequel Blood Feast) ujrzał światło dzienne dopiero w 2002 roku. Jego ostatnim dziełem był film Herschell Gordon Lewis' Bloodmania (wyreżyserował dwa z czterech segmentów).

## Wybrana filmografia
- The Prime Time (1960)
- Adventures of Lucky Pierre (1961)
- Living Venus (1961)
- B-O-I-N-G! (1963)
- Święto krwi (1963)
- Goldilocks and the Three Bares (1963)
- Scum of the Earth! (1963)
- Two Thousand Maniacs! (1964)
- Moonshine Mountain (1964)
- Monster A Go-Go (1965)
- Color Me Blood Red (1965)
- Jimmy, the Boy Wonder (1966)
- A Taste of Blood (1967)
- The Gruesome Twosome (1967)
- Something Weird (1967)
- The Girl, the Body, and the Pill (1967)
- Blast-Off Girls (1967)
- She-Devils on Wheels (1968)
- Just for the Hell of It (1968)
- How to Make a Doll (1968)
- Suburban Roulette (1968)
- Linda and Abilene (1969)
- The Wizard of Gore (1970)
- This Stuff'll Kill Ya! (1971)
- Year of the Yahoo! (1972)
- The Gore Gore Girls (1972)
- Blood Feast 2: All U Can Eat (2002)
- The Uh! Oh! Show (2009)